# Lizzano in Belvedere
Lizzano in Belvedere – miejscowość i gmina we Włoszech, w regionie Emilia-Romania, w prowincji Bolonia.
Według danych na styczeń 2009 gminę zamieszkiwało 2410 osób przy gęstości zaludnienia 28,2 os./1 km².

## Linki zewnętrzne

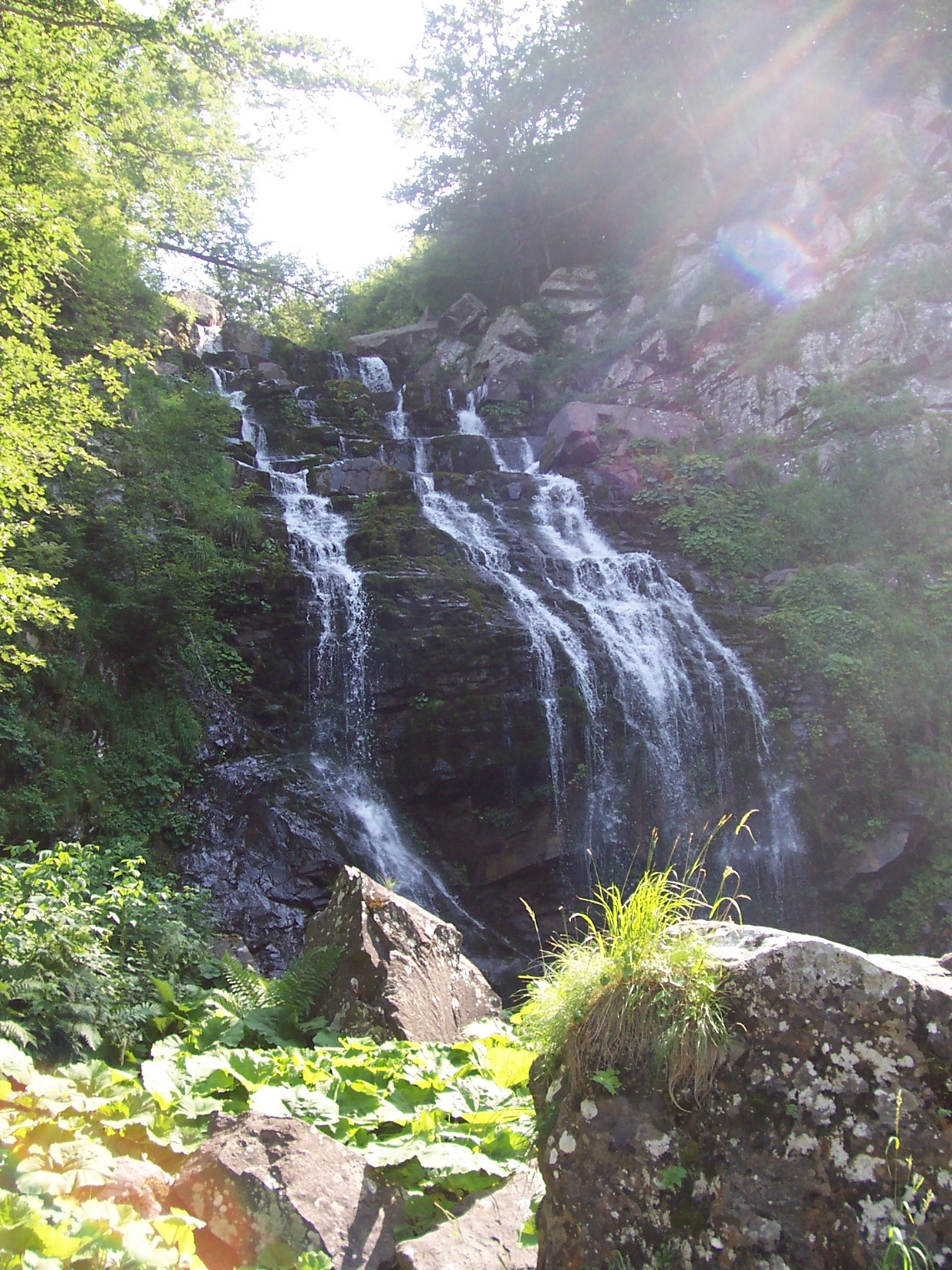
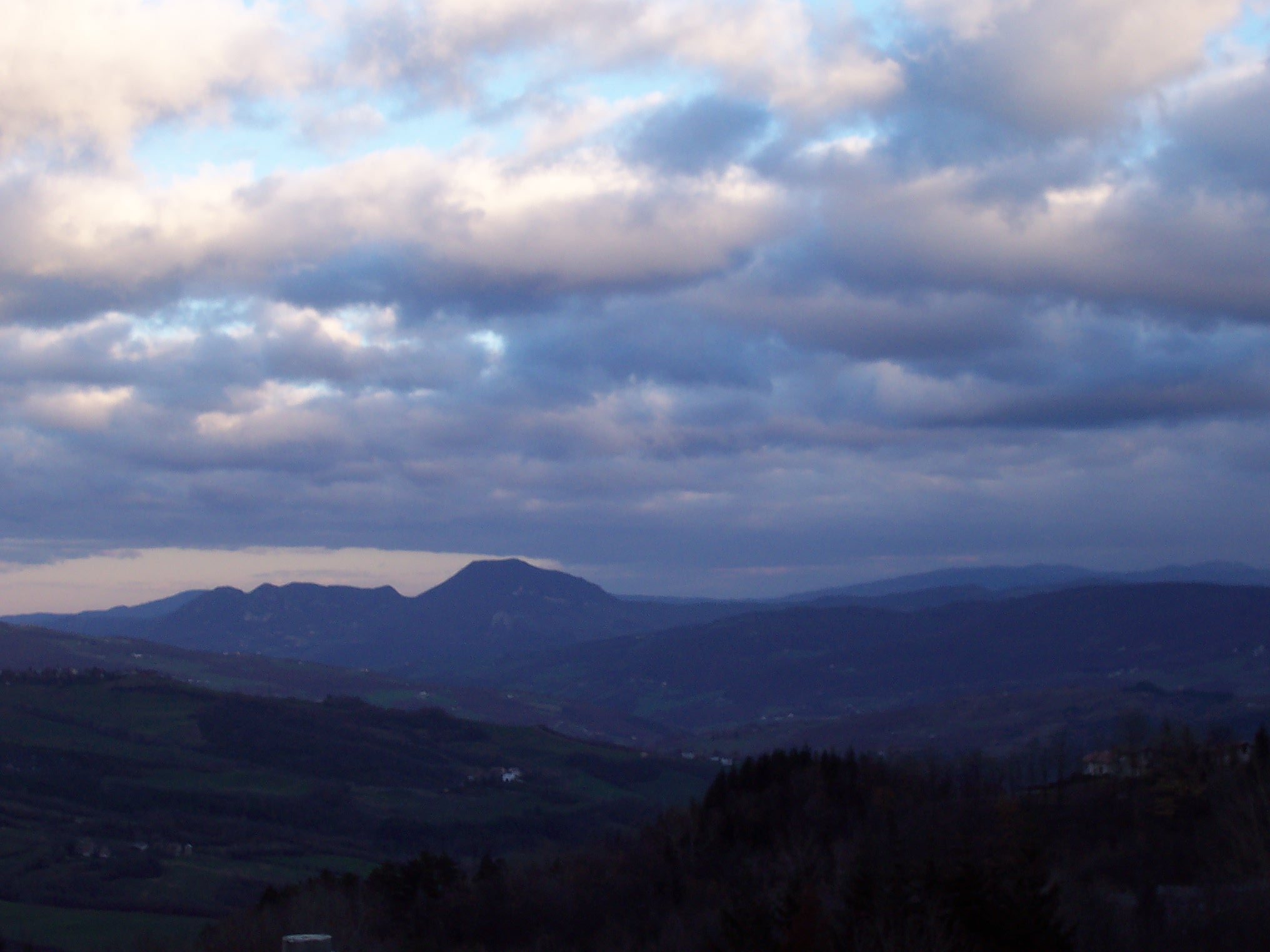
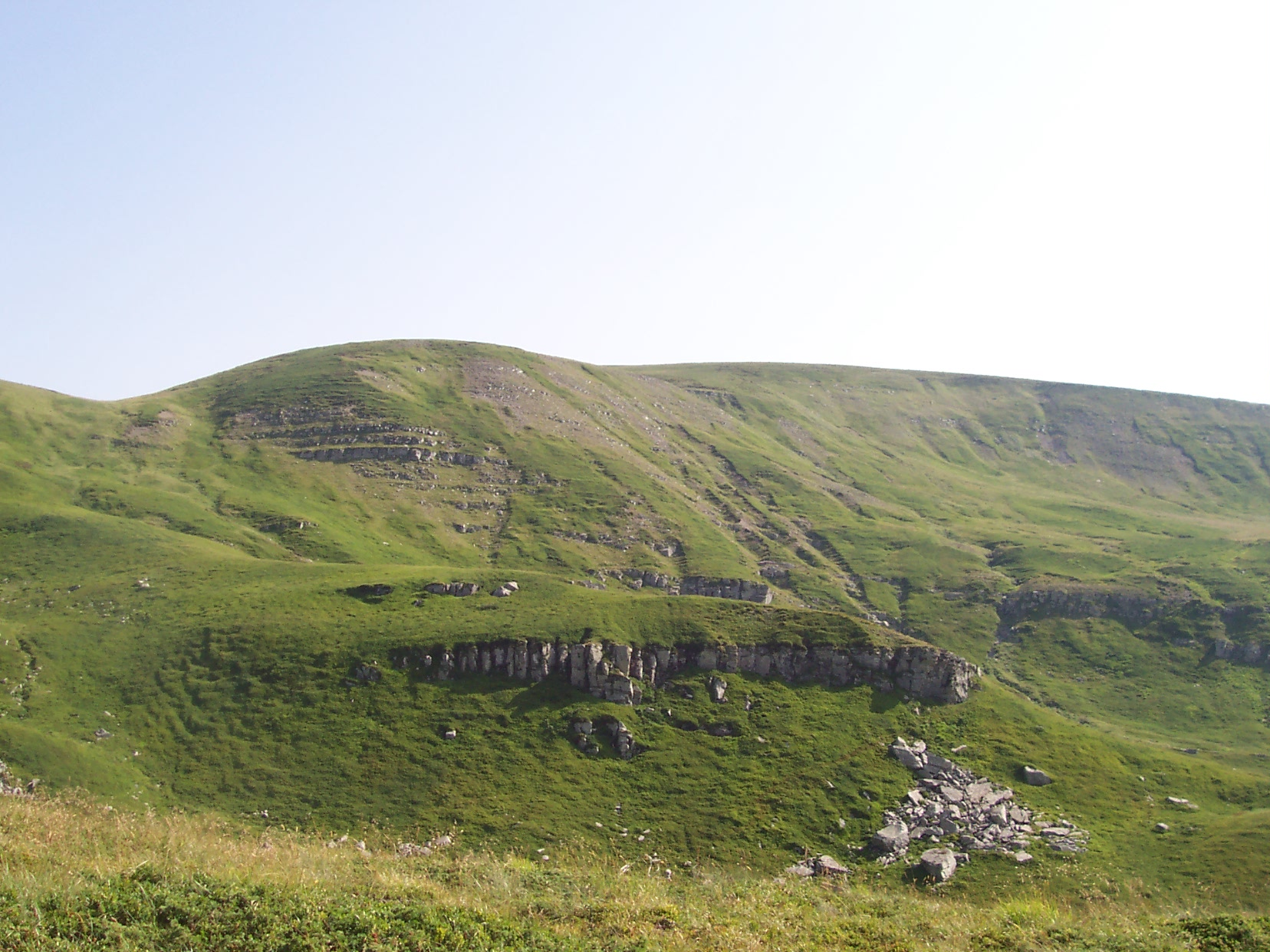
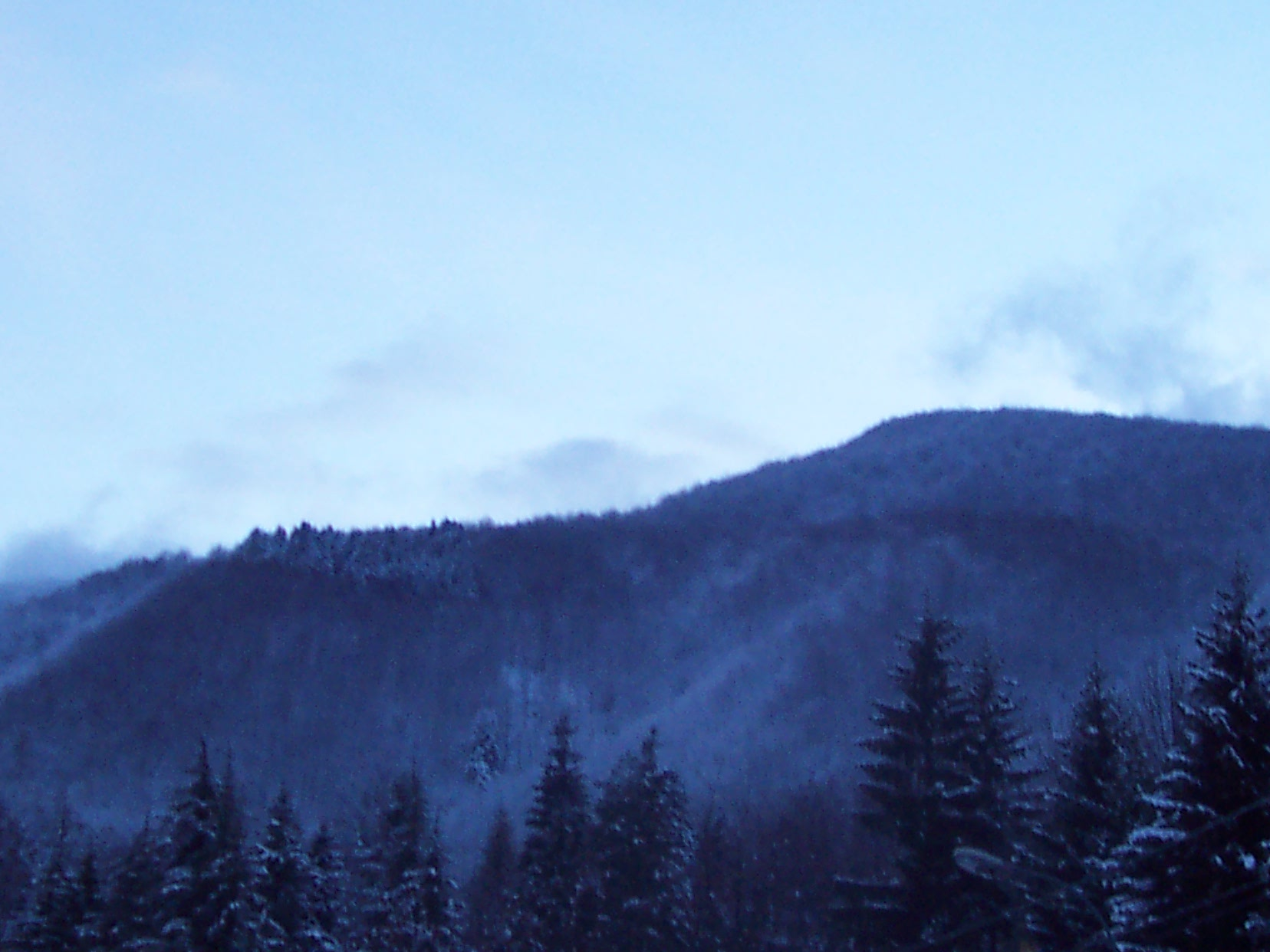